# Бурсарай
Бурсарай або Метрополітен Бурси (тур. BursaRay) — мережа U-Bahn у місті Бурса, Мармара, Туреччина. Назва походить від поєднання слів Бурса (Bursa) та Ray, що з турецької перекладається як залізниця, тобто Залізниця Бурси. Завершення будівництва — 2000 рік фірмою TÜVASAŞ, управляється Burulaş. Відкриття метрополітену Бурси відбулося 24 квітня 2002.

## Історія
Перша фаза будівництва складалася з лінії завдовжки 17,5 км з виделковим рухом. На ній було побудовано 17 станцій. На серпень 2014 року побудовано 38 станцій і прокладено колії завдовжки 38,9 км.
- 24 квітня 2002 — розпочато обслуговування пасажирів
- 19 серпня 2002 — офіційне відкриття першої лінії: Сехрекюстю (Sehreküstü) — Кюджюк Санаї (Kücük Sanayi)
- 6 квітня 2008 — введено в дію дільницю Сехрекюстю (Sehreküstü) — Арабаятагі (Arabayatagi)
- 24 грудня 2010 — введено в дію дільницю Кюджюк Санаї (Kücük Sanayi) — Озлюдже (Ozluce) (2,9 км)
- 19 вересня 2011 — введено в дію дільницю Озлюдже (Ozluce) — Університет (Üniversite) (3,6 км)
- 15 грудня 2011 — введено в дію дільницю Організе Санаї (Organize Sanayi) — Емек (Emek) (2,5 км)
- 19 березня 2014 — введено в дію дільницю Арабаятагі (Arabayatagi) — Отосансит (Otosansit) (4,4 км)
- 27 березня 2014 — введено в дію дільницю Отосансит (Otosansit) — Гюрсу (Gürsu) (2,0 км)
- 5 червня 2014 — введено в дію дільницю, Гюрсу (Gürsu)- Кестель (Kestel)[3] (1,5 км)

## Опис
Мережа Бурсарай складається з двох ліній, має виделковий рух та 38,9 км завдовжки, на лінії розташовано 38 станцій (7 з яких підземні)
Ширина колії — 1435 мм
Більшість станцій мережі мають острівну платформу, завдовжки 120 метрів

## Рухомий склад
У мережі працює 48 вагонів типу В80 Siemens Також було придбано 30 вагонів U5-2010 Bursa Flexity Swift Bombardier (аналогічних тим, що експлуатуються на лінії U5 U-Bahn Франкфурта). Крім цього, Burulas придбав 44 вагони що були у використанні у Роттердамі 'Sneltram' DÜWAG SG2; 25 з яких були введені в експлуатацію, а решта 19 вагонів як донори.